# 棘冠螺
棘冠螺（学名：Angaria delphinus），又名海豚強齒螺或海豚螺，是一個海螺的物種，屬於棘冠螺科棘冠螺属的海洋腹足綱軟體動物。

## 型態描述
本物種螺殼的外型隨其棲息地環境而有所不同，這在生物學有一個特別的名詞去形容：生態型（ecomorph）。

## 分佈及棲息地
本物種主要分佈於印度洋、南中國海及北部湾，見於中國大陸的广东西南部的上川岛、广西涠洲岛、海南的新盈、文昌、琼海、新村、三亚、西沙群岛、台湾、東沙群島，菲律宾群岛、琉球群岛，新加坡、马来群岛的马来西亚和印度尼西亚，也見於馬達加斯加及紐西蘭。
常栖息在潮间带下部的岩礁、浅海。

## 外部連結
- 網絡生命大百科